# アメリカ海兵隊航空部隊
アメリカ海兵隊航空部隊（アメリカかいへいたいこうくうぶたい、英語: United States Marine Corps Aviation）は、アメリカ海兵隊の航空部隊。理想的には6つの能力（強襲支援 (Assault Support) 、対航空機戦、攻撃航空支援、電子戦、航空機とミサイルの管制、航空偵察）を提供する。
パイロット・整備員ともに海兵隊員として基本的な歩兵の訓練を受けた後、航空団の訓練課程に入る。

## 概史
海兵隊航空部隊の端緒は、1912年5月22日のアルフレッド・カニンガム中尉の海軍操縦士（Naval aviator）の資格取得にある。彼は海軍とあわせて5人目の資格取得者であり、アメリカ軍での航空機の導入という点で海兵隊は他軍種の後塵を拝することとなったが、逆に海外への実戦展開という点では他軍種に先駆けることとなった。1917年の対独宣戦布告を受けて、1918年1月には第1海兵航空中隊（1st Marine Aeronautic Company）がアゾレス諸島に派遣され、ドイツ帝国海軍のUボートへの対潜戦を開始した。また7月からは第1海兵航空軍（1st Marine Aviation Force）がフランスに展開して、海軍航空隊とともに対空戦や爆撃を行った。
戦間期には、ハイチ、ドミニカ共和国、ニカラグアにおけるバナナ戦争や、中国における国外作戦の支援などが行われた。1922年に海軍が「ラングレー」を就役させて航空母艦の運用に着手すると、その艦上での運用能力も取得した。この時期、アメリカ海兵隊は水陸両用作戦を重視した態勢の整備を進めており、1939年には「海兵隊航空部隊は、主たる任務として上陸作戦および野戦において艦隊海兵軍を支援し、従たる任務として空母艦載機の代替となるものである」と規定された。
海兵隊航空部隊は、13個飛行隊・航空機204機を擁した状態で太平洋戦争に突入し、戦争中には、空母部隊を補完して占領島嶼に対する日本軍の反撃阻止と増援輸送遮断および近接航空支援（CAS）を行った。特に近接航空支援については、バナナ戦争中より既に能力の涵養が図られていたが、戦争での経験を通じて、その戦術・戦技が開発・定型化されていった。島嶼に設営した飛行場に加えて、地上戦闘地域の沖合至近距離まで進出できる空母の特性を活用することで、F4U艦上戦闘機による発艦後15分程度でのきめ細かい航空支援が可能となっていた。
大戦終結時には103個を擁した飛行隊も、終戦後の動員解除のなかで多くが解役され、1950年の朝鮮戦争勃発時には16個に減少していたが、開戦直後から早速2個飛行隊のF4Uが護衛空母艦上に展開して、釜山橋頭堡の戦いにおいて航空支援を担った。またこれに先立つ1947年にはジェット機の運用を開始しており、朝鮮戦争では地上基地にも展開して作戦を展開したほか、ヘリコプターによるヘリボーン戦術など、新しいタイプの航空機の活用にも積極的であった。特にヘリボーンについては、陸軍から航空機の運用を引き継いだ空軍の関心が薄かったこともあり、アメリカ軍においては、陸軍自身がヘリコプターの運用を活発化させるまで、海兵隊航空部隊が主導的な立場をとることになった。
ベトナム戦争において、1965年からアメリカ軍による地上戦と北爆が本格化すると、海兵隊航空部隊は南ベトナムなどの地上基地に展開し、同国全域およびラオスにおける近接支援を実施した。また地上部隊と航空部隊の連携を更に強化するため、1970年には海兵空地任務部隊（MAGTF）の編制が定められて、実戦でも良好な成績を収めた。一方、ベトナム戦争で海兵隊が戦った地上戦闘の大部分で30分以内に勝敗が決したことから、前線付近に展開して支援要請に即応できる垂直/短距離離着陸機（V/STOL機）の有用性が着目されることになり、AV-8Aハリアー攻撃機の導入につながった。
上記の通り、海兵隊航空部隊は早期から空母の艦上での運用を行っており、1976年から1977年にはハリアーの艦上展開も試みられたものの、V/STOL機をCTOL機と同時に運用すると艦上の発着艦作業の流れを乱してしまうことが判明し、以後は行われなかった。ただし冷戦終結に伴って海軍の空母航空団の規模が縮小されると、これを補うため、海兵隊のF/A-18とEA-6Bが艦上に展開するようになった。またその後、F-35ライトニングIIを導入する際にも、現役飛行隊18個のうちV/STOL機仕様のF-35Bを配備するのは14個に留めて、残り4個にはF-35Cを配備し、空母への展開を主任務とすることとなっている。

## 編制

### 組織
海兵航空団（Marine Aircraft Wing）は複数の海兵航空群（Marine Aircraft Group）から編成されるが、この航空群はアメリカ空軍の航空団（Wing）に匹敵する規模であるため、航空団全体で1万から2万名の人員を擁し、航空団司令官には准将ないし少将が充てられている。
- 第1海兵航空団 - キャンプ・フォスター（キャンプ瑞慶覧）（沖縄県）
- 第2海兵航空団 - チェリー・ポイント海兵隊航空基地（ノースカロライナ州）
- 第3海兵航空団 - ミラマー海兵隊航空基地（サンディエゴ）
- 第4海兵航空団 - 予備役、ニューオーリンズ

### 保有機材
- 戦闘機・攻撃機
  - プロペラ機
    - デ・ハビランド DH.4（複葉機）
    - VE-7 ブルーバード
    - O2U-1 コルセア
    - F2A バッファロー（アメリカ海軍初の単葉機）
    - F4F ワイルドキャット
    - F4U コルセア
    - SBD ドーントレス
    - SB2C ヘルダイバー
    - AD スカイレイダー

  - ジェット機
    - FJ-4 フューリー
    - F9F パンサー
    - F8U（F-8） クルセーダー
    - A4D（A-4） スカイホーク
    - A-6 イントルーダー
      - EA-6A/B プラウラー

    - F-4 ファントムII
    - F/A-18 ホーネット
    - F-35C ライトニングII

  - パワード・リフト
    - AV-8A/C ハリアー
    - AV-8B ハリアーII
    - F-35B ライトニングII

- 輸送機
  - R5C-1
  - R4D-1
  - KC-130F/R/T ハーキュリーズ
  - KC-130J スーパーハーキュリーズ
- 回転翼機
  - 輸送ヘリコプター
    - HR2S-1（H-37C）
    - HRS（H-19）
    - HUS-1（CH-34） シーホース
    - HRB-1（CH-46） シーナイト
    - CH-53 シースタリオン
    - CH-53E スーパースタリオン
    - CH-53K キングスタリオン
    - MV-22B オスプレイ

  - 汎用ヘリコプター
    - HOK-1（OH-43）
    - UH-1E ヒューイ
    - UH-1N ツインヒューイ
    - UH-1Y ヴェノム

  - 攻撃ヘリコプター
    - AH-1J シーコブラ
    - AH-1W スーパーコブラ
    - AH-1Z ヴァイパー